# Biatlo nos Jogos Paralímpicos de Inverno de 2018 - 10 km feminino
As provas de 10 km feminino do biatlo nos Jogos Paralímpicos de Inverno de 2018 foram disputadas no Centro de Biatlo Alpensia, em Daegwallyeong-myeon, Pyeongchang, em 13 de março.

## Medalhistas
| Medalha | Atletas sentados     | Atletas em pé             | Deficientes visuais                           |
| ------- | -------------------- | ------------------------- | --------------------------------------------- |
| Ouro    | GER Andrea Eskau     | NPA Ekaterina Rumyantseva | UKR Oksana Shyshkova / Vitaliy Kazakov (guia) |
| Prata   | NPA Marta Zaynullina | NPA Anna Milenina         | NPA Mikhalina Lysova / Alexey Ivanov (guia)   |
| Bronze  | NPA Irina Gulyayeva  | UKR Liudmyla Liashenko    | GER Clara Klug / Martin Hartl (guia)          |

## Resultados

### Atletas sentados
| Pos. | Bib | Atleta                   | Penalidades | Tempo real | Tempo calculado | Diferença |
| ---- | --- | ------------------------ | ----------- | ---------- | --------------- | --------- |
| 01 ! | 12  | GER Andrea Eskau         | 1 (0+0+1+0) | 45:19.8    | 42:36.6         | —         |
| 02 ! | 9   | NPA Marta Zaynullina     | 1 (0+0+1+0) | 43:52.1    | 43:52.1         | +1:15.5   |
| 03 ! | 10  | NPA Irina Gulyayeva      | 5 (1+2+2+0) | 44:25.5    | 44:25.5         | +1:48.9   |
| 4    | 5   | USA Kendall Gretsch      | 3 (1+0+0+2) | 46:28.5    | 44:37.0         | +2:00.4   |
| 5    | 8   | BLR Lidziya Hrafeyeva    | 4 (0+2+1+1) | 45:55.7    | 45:55.7         | +3:19.1   |
| 6    | 6   | NPA Natalia Kocherova    | 4 (0+1+3+0) | 47:07.5    | 47:07.5         | +4:30.9   |
| 7    | 7   | NPA Nadezhda Fedorova    | 9 (2+1+5+1) | 47:21.5    | 47:21.5         | +4:44.9   |
| 8    | 11  | GER Anja Wicker          | 4 (1+1+0+2) | 53:26.8    | 48:06.1         | +5:29.5   |
| 9    | 2   | CHN Chu Beibei           | 6 (0+1+1+4) | 50:56.8    | 50:56.8         | +8:20.2   |
| 10   | 4   | NPA Akzhana Abdikarimova | 5 (1+1+1+2) | 58:25.1    | 52:34.6         | +9:58.0   |
| 11   | 3   | KOR Lee Do-yeon          | 7 (1+2+2+2) | 53:51.1    | 53:51.1         | +11:14.5  |
| 12   | 1   | CHN Nan Yuyu             | 7 (2+1+2+2) | 57:34.7    | 54:07.4         | +11:30.8  |
| —    | 13  | USA Oksana Masters       | 6 (1+2+1+2) | DNF        | DNF             | DNF       |

### Atletas em pé
| Pos. | Bib | Atleta                      | Penalidades | Tempo real | Tempo calculado | Diferença |
| ---- | --- | --------------------------- | ----------- | ---------- | --------------- | --------- |
| 01 ! | 52  | NPA Ekaterina Rumyantseva   | 1 (0+1+0+0) | 38:49.6    | 34:10.0         | —         |
| 02 ! | 50  | NPA Anna Milenina           | 2 (1+0+1+0) | 36:58.7    | 35:30.0         | +1:20.0   |
| 03 ! | 51  | UKR Liudmyla Liashenko      | 2 (0+2+0+0) | 37:54.6    | 36:23.6         | +2:13.6   |
| 4    | 48  | UKR Iryna Bui               | 4 (0+2+0+2) | 40:50.5    | 39:12.5         | +5:02.5   |
| 5    | 44  | CAN Brittany Hudak          | 1 (0+0+0+1) | 41:21.2    | 39:42.0         | +5:32.0   |
| 6    | 43  | NPA Natalia Bratiuk         | 1 (0+1+0+0) | 41:37.4    | 39:57.5         | +5:47.5   |
| 7    | 47  | UKR Bohdana Konashuk        | 4 (2+0+1+1) | 42:19.7    | 40:38.1         | +6:28.1   |
| 8    | 42  | POL Iweta Faron             | 5 (2+2+1+0) | 44:08.8    | 42:22.8         | +8:12.8   |
| 9    | 45  | JPN Momoko Dekijima         | 9 (2+1+2+4) | 48:10.0    | 45:45.5         | +11:35.5  |
| 10   | 41  | NPA Yuliya Mikheeva         | 5 (1+1+2+1) | 48:36.5    | 46:39.8         | +12:29.8  |
| 11   | 46  | JPN Yurika Abe              | 8 (2+1+1+4) | 49:52.1    | 47:22.5         | +13:12.5  |
| —    | 49  | UKR Iuliia Batenkova-Bauman | (0+3++)     | DNF        | DNF             | DNF       |

### Deficientes visuais
| Pos. | Bib | Atleta                                   | País                             | Penalidades | Tempo real | Tempo calculado | Diferença |
| ---- | --- | ---------------------------------------- | -------------------------------- | ----------- | ---------- | --------------- | --------- |
| 01 ! | 105 | Oksana Shyshkova Guia: Vitaliy Kazakov   | UKR Ucrânia                      | 0 (0+0+0+0) | 38:21.9    | 37:58.9         | —         |
| 02 ! | 106 | Mikhalina Lysova Guia: Alexey Ivanov     | NPA Atletas Paralímpicos Neutros | 1 (0+0+1+0) | 40:36.8    | 40:12.4         | +2:13.5   |
| 03 ! | 104 | Clara Klug Guia: Martin Hartl            | GER Alemanha                     | 1 (0+0+0+1) | 47:45.4    | 42:01.6         | +4:02.7   |
| 4    | 103 | Olha Prylutska Guia: Borys Babar         | UKR Ucrânia                      | 4 (1+2+1+0) | 42:41.4    | 42:15.8         | +4:16.9   |
| 5    | 102 | Marina Galitsyna Guia: Maksim Pirogov    | NPA Atletas Paralímpicos Neutros | 4 (1+1+2+0) | 54:07.2    | 47:37.5         | +9:38.6   |
| —    | 101 | Ekaterina Moshkovskaia Guia: Artem Norin | NPA Atletas Paralímpicos Neutros | (5+4++)     | DNF        | DNF             | DNF       |

Legenda
| Recorde mundial      | Recorde mundial (World record)               |                       | Recorde africano                      | Recorde africano (African) |                                           | Q | Classificado por posição (Qualified) |
| Recorde paralímpico  | Recorde paralímpico (Paralympic record)      | Recorde da América    | Recorde da América (Americas)         | q                          | Classificado por melhor tempo (Qualified) |   |                                      |
| Melhor marca do ano  | Melhor marca do ano (World leading)          | Recorde asiático      | Recorde asiático (Asian)              | DNS                        | Não largou (Did not start)                |   |                                      |
| Recorde nacional     | Recorde nacional (National record)           | Recorde europeu       | Recorde europeu (European)            | DNF                        | Não terminou (Did not finish)             |   |                                      |
| Recorde pessoal      | Recorde pessoal do atleta (Personal best)    | Recorde da Oceania    | Recorde da Oceania (Oceania)          | DSQ / DQ                   | Desclassificado (Disqualified)            |   |                                      |
| Recorde da temporada | Recorde da temporada do atleta (Season best) | Recorde sul-americano | Recorde sul-americano (South America) | NM                         | Sem marca (No mark)                       |   |                                      |